# فرناندو كروز (لاعب كرة قدم)
فرناندو كروز (بالبرتغالية: Fernando da Conceição Cruz) (مواليد 12 أغسطس 1940) هو لاعب كرة قدم. لعب مع منتخب البرتغال لكرة القدم. سبق له أن لعب في كأس العالم لكرة القدم مع منتخب بلاده.

## مسيرته الكروية
لعب فرناندو كروز خلال مسيرته الاحترافية مع ناديين في اثنا عشر موسمًا ولم يسجل خلالها أي هدف ضمن 250 مباراة. حيث فاز في أربعة مواسم بالكأس وفي ثمانية مواسم بالدوري.
خاض فرناندو كروز مسيرته مع نادي بنفيكا في موسم 1959–60 ليلعب معه أحد عشر موسمًا، مشاركًا في 226 مباراة ولم يسجل أي هدف. ثم انتقل إلى نادي باريس سان جيرمان في موسم 1970–71 لمدة موسم واحد، حيث شارك في 24 مباراة ولم يسجل أي هدف أيضًا.

## روابط خارجية
- فرناندو كروز على موقع الاتحاد الدولي (مؤرشف)  (الإنجليزية)
- فرناندو كروز على موقع الاتحاد الأوربي (الإنجليزية)
- فرناندو كروز على موقع قاعدة بيانات كرة القدم.إي يو (الإنجليزية)
- فرناندو كروز على موقع ناشيونال فوتبول تيمز (الإنجليزية)